# NGC 5740
NGC 5740 (również PGC 52641 lub UGC 9493) – galaktyka spiralna z poprzeczką (SBb), znajdująca się w gwiazdozbiorze Panny. Odkrył ją William Herschel 24 lutego 1786 roku.